# Saltos Acima
Saltos Acima es una localidad caboverdiana del municipio de Santa Catarina.

## Geografía
La localidad está situada en la isla de Santiago.

## Organización territorial
La localidad abarca los lugares y barrios de:
- Barreiro
- Bianga
- Carreira
- Chã de Espinho
- Chão de Curral/Covão de Curral
- Chão de Papaia
- Chão Nona
- Covão de Água
- Cutelo Mato Garça
- Cutelo Mendes
- Cutelo Pingo Chuva
- Cutelo Santos
- Da Cruz
- Forno
- Lém da Veiga
- Lém Gomes
- Limoeiro
- Lugar Baixo
- Mergulho
- Monte Sal
- Montinho
- Saltos Acima
- Sole
- Ululu